# منصور رفیع‌زاده
منصور رفیع‌زاده (۲۲ آذر ۱۳۰۹، کرمان، ایران-۱۹ بهمن ۱۳۹۶، میدل تاون، نیویورک) کارشناس اطلاعاتی ایرانی بود که برای چندین سازمان اطلاعاتی کار می‌کرد و در سال ۱۹۸۷، یک کتاب با عنوان شاهد: از شاه تا معامله مخفی سلاح، روایتی داخلی از دخالت ایالات متحده در ایران نوشت که بیشتر به خاطر آن شناخته شده‌است.
وی در دانشکده حقوق دانشگاه تهران تحصیل کرد؛ سپس به ایالات متحده نقل مکان کرد و در آنجا در دانشگاه هاروارد و دانشگاه نیویورک تحصیل کرد. وی در دهه ۱۳۵۰ برای دودمان پهلوی ایران و احتمالاً در اوایل دهه ۱۳۶۰ برای آژانس اطلاعات مرکزی کار می‌کرد. وی همچنین در نیویورک در نمایندگی ایران در سازمان ملل کار می‌کرد. پس از انقلاب ایران در سال ۱۳۵۷، دیپلمات‌های جمهوری اسلامی ایران اظهار داشتند که وی مأمور ساواک در آمریکا است، ادعایی که در آن زمان انکار کرد ولی پس از گذشت سالها، ادعا را تأیید کرد.
در کتاب فوق‌الذکر، وی ادعا می‌کند که مدیر آمریکایی ساواک بوده‌است. منتقد نیکی کدی، دانشمندی در دانشگاه کالیفرنیا، لس آنجلس، اظهار داشت که کتاب نمی‌تواند برای مخاطبان عام توصیه شود، زیرا «بسیار غیرقابل اعتماد است تا واقعاً آموزنده باشد».

امیراصلان افشار نیز ضمن تایید اینکه رفیع زاده کارمند ساواک در آمریکا بوده است صحت مطالب کتاب را زیر سوال برده است و برخی از مطالب آن را مهمل خوانده است. افشار مدعی شده است رفیع زاده به دلیل خصومت و تضاد منافع شخصی تلاش داشته است با تماس تلفنی دروغین با پلیس آمریکا مبنی بر بمب گذاری در سفارت ایران میهمانی تولد شاه که با حضور خارجی ها در سفارت ایران برگزار می‌شده را به هم بزند.
در سال ۱۹۹۲، زنی که با شاه ارتباط داشت، پریوش رفیع زاده، در چمنزار جلوی خانه خود در نیوجرسی کشته شد و نیویورک تایمز گزارش داد که منصور احتمالاً با او فامیل است، هرچند آنها نمی‌توانند این موضوع را تأیید کنند.
وی پس از انتشار کتاب خود، هرگز به ایران بازنگشت و در جنوب نیویورک اقامت گزید، جایی که او و برادرش مظفر در یک مزرعه لبنی فعالیت کردند. بعداً وی کارخانه تولید بطری آب در فارستپورت را افتتاح کرد. او هرگز ازدواج نکرد و سرانجام در ۲۲ فوریه ۲۰۱۸ مورخ ۱۹ بهمن ۱۳۹۶ در ۸۷ سالگی درگذشت.